# Monolepta nigristerna
Monolepta nigristerna es una especie de insecto coleóptero de la familia Chrysomelidae, descrita científicamente en 2005 por Medvedev.